# Stephen Dow Beckham
Stephen Dow Beckham   (31 d'agost de 1941) és un historiador i conservador estatunidenc conegut pel seu treball amb amerindis dels Estats Units i l'Oest dels Estats Units, especialment el nord-oest del Pacífic i l'expedició de Lewis i Clark. És autor de nombroses obres, i és professor emèrit d'Història al Lewis & Clark College de Portland (Oregon).
Beckham va obtenir la seva llicenciatura en Història i Biologia a la Universitat d'Oregon el 1964. Va obtenir el grau i doctorat en Història i Antropologia a la Universitat de Califòrnia a Los Angeles el 1966 i 1969, respectivament. Des de 1977 és professor al Lewis & Clark College, actualment emèrit.
Beckham també és considerat com una autoritat en legislació ameríndia. Ha estat cridat com a testimoni expert a al Congrés i en diversos judicis relatius a assumptes com usos de la terra, casinos, drets de pesca, documentació i tractats. A més, ha format professors d'institut mitjançant la llei d'educació índia. També és l'instructor principal del Programa d'Estiu de Legislació Ameríndia al Lewis & Clark Law School. A més, Beckham ha ajudat a desenvolupar molts museus i exposicions, tant al nord-oest del Pacífic com arreu del món. Alguns dels seus projectes inclouen l'exposició itinerant La Literatura de l'expedició Lewis i Clark, el Columbia Gorge Discovery Center a The Dalles, el National Historic Oregon Trail Interpretive Center a Baker City, el Museu High Desert de Bend, i Oregon, My Oregon a l'Oregon Historical Society. El 2020 va rebre el premi George McMath de preservació històrica de la School of Architecture & Environment de la Universitat d'Oregon.

## Obres
- Coos Bay: The Pioneer Period, 1851-1890 (1973)
- Indians of Western Oregon: This Land Was Theirs (1977)
- Land of the umpqua: A History of Douglas County, Oregon (1986)
- Tall Tales from Rogue River: The Yarns of Hathaway Jones (1990)
- Lewis & Clark College (1991)
- Many Faces: An Anthology of Oregon Autobiography (1993)
- Hoffman Construction Company: 75 Years of Building (1995)
- Requiem for a People: The Rogue Indians and the Frontiersmen (1996)
- Lewis and Clark in Oregon Country: From the Rockies to the Pacific (2002)
- Literature of the Lewis and Clark Expedition (2003)
- Oregon Indians: Voices from Two Centuries (2006)